# Donje Selo (Danilovgrad)
Pour les articles homonymes, voir Donje Selo.
Donje Selo (en serbe cyrillique : Доње Село) est un village du centre du Monténégro, dans la municipalité de Danilovgrad.

## Démographie

### Évolution historique de la population
| 1948 | 1953 | 1961 | 1971 | 1981 | 1991 | 2003 |
| ---- | ---- | ---- | ---- | ---- | ---- | ---- |
| 286  | 255  | 240  | 201  | 171  | 257  | 326  |